# Lycopodiella andicola
Lycopodiella andicola är en lummerväxtart som beskrevs av B. Øllg. Lycopodiella andicola ingår i släktet strandlumrar, och familjen lummerväxter. Inga underarter finns listade i Catalogue of Life.